# Pygocynorta festae
Genre
Espèce
Pygocynorta festae, unique représentant du genre Pygocynorta, est une espèce d'opilions laniatores de la famille des Cosmetidae.

## Distribution
Cette espèce est endémique de la province du Morona-Santiago en Équateur. Elle se rencontre vers Santiago.

## Description
Le syntype mesure 7 mm.

## Étymologie
Cette espèce est nommée en l'honneur d'Enrico Festa.

## Publication originale
- Roewer, 1925 : « Opilioniden aus Süd-Amerika. » Bollettino dei Musei di Zoologia e di Anatomia Comparata della Reale Università di Torino, vol. 40, p. 1–34.